# Wiemerstedt
Wiemerstedt település Németországban, Schleswig-Holstein tartományban. Lakosainak száma 152 fő (2023. december 31.).

## Népesség
A település népességének változása:
| Lakosok száma | 148  | 152  | 151  | 156  | 153  | 152  |
|               | 1975 | 2017 | 2019 | 2021 | 2022 | 2023 |